# Pierre Cao
Pierre Cao (Dudelange, 22 de desembre de 1937) és un músic, director i compositor luxemburguès.
Pierre Cao va estudiar direcció i composició al Conservatori Reial de Brussel·les.
Fins a 1998 fou professor de direcció coral al Conservatori de Luxemburg i també va donar nombrosos cursos de direcció coral per tot Europa, contribuint així a la formació de molts directors de cor (entre ells, molts catalans). Fou director de diverses corals luxemburgueses i és membre fundador del INECC (Institut Européen du Chant Choral; Institut Europeu de Cant Coral).
El 1999 va ser el primer director del cor "Arsys", que va dirigir fins a 2014, i fou director també de les "Rencontres Musicales de Vézelay" a la Borgonya, França.
Va dirigir també els festivals d'Eurovisió de 1973 i 1984, celebrats a Luxemburg.